# باسكوال دي غريغوريو
باسكوال دي غريغوريو (بالإسبانية: Pascual de Gregorio)‏ (5 مارس 1972 في تشيلي - ) هو لاعب كرة قدم تشيلي في مركز الهجوم. لعب مع أوداكس إيتاليانو وسانتياغو واندررز ونادي باري ونادي بالستينو ونادي تيانجين تيدا وسانتياغو مورنينغ ‏ وDongguan Dongcheng F.C. ‏ وديبورتيس ميليبيلا ونادي كوكيمبو أونيدو وProvincial Osorno ‏ وDeportes Santa Cruz ‏ واتحاد سان فيليبي ‏ ونادي كوبريلوا ورينجرز دي تالكا.

## وصلات خارجية
- باسكوال دي غريغوريو على موقع قاعدة بيانات كرة القدم.إي يو (الإنجليزية)
- باسكوال دي غريغوريو على موقع عالم كرة القدم.نت (الإنجليزية)